# 独山州
独山州，中国明朝时设置的州。
弘治七年（1494年）改九名九姓独山州长官司置，治所在今贵州省独山县，属都匀府。1913年改为县。